# Klaus Schulze
Klaus Schulze (ur. 4 sierpnia 1947 w Berlinie Zachodnim, zm. 26 kwietnia 2022 w Lüneburgu) – niemiecki muzyk i producent muzyczny.
Należał do berlińskiej szkoły muzyki elektronicznej, której głównymi przedstawicielami są takie zespoły jak Tangerine Dream i Ash Ra Tempel. Grał w obu tych zespołach, zanim został artystą solowym. W trakcie trwającej ponad 50 lat i obejmującej 60 albumów kariery, Schulze odegrał integralną rolę w ruchu muzycznym, który dał początek krautrockowi. Szkoła berlińska, do której należał, była prekursorem takich gatunków jak: ambient, new age i space rock.
Nazywany ojcem chrzestnym niemieckiej muzyki elektronicznej oraz ojcem chrzestnym muzyki techno.

## Życiorys

### Początki
Klaus Schulze urodził się 4 sierpnia 1947 w Berlinie Zachodnim w dobrze sytuowanej rodzinie mieszczańskiej. Jego ojciec był pisarzem, a matka tancerką baletową. Miał starszego brata, Hansa-Dietera (zm. 1977), dzięki któremu zaczął uczyć się gry na perkusji. Od 9 roku życia pobierał lekcje gry na gitarze. Jako nastolatek grał na gitarze i basie w zespołach, studiował literaturę, filozofię i współczesną kompozycję klasyczną na Uniwersytecie Berlińskim. W latach 1967–1969 był perkusistą zespołu Psy Free (z Alexem Contim na gitarze i Jo Schumannem na organach). W tym czasie zaczął odwiedzać Zodiac Club, który przez pewien czas przyciągał młodych, żądnych przygód twórców z Berlina Zachodniego. Modny sklep w piwnicy pod Schaubühne na Halleschen Ufer przyciągał zwłaszcza tych muzyków którzy chcieli spróbować nowych rzeczy. Schulze pewnego wieczoru spotkał Edgara Froese, który zaproponował mu współpracę ze swoim zespołem Tangerine Dream. Jesienią 1969 roku został członkiem zespołu biorąc udział (jako Claus Schultze) w nagraniu jego debiutanckiej płyty, Electronic Meditation na której grał na instrumentach perkusyjnych. Eksperymentował też z taśmami w domu: „Przewijałem taśmy w przód i w tył, wycinałem je i sklejałem z powrotem. Odtwarzałem te taśmy na koncertach z Tangerine Dream. Nie spodobało się to moim kolegom z zespołu. Więc opuściłem zespół”. Wkrótce założył Ash Ra Tempel z Manuelem Göttschingiem i Hartmutem Enke, debiutując w 1971 roku płytą o tym samym tytule; ponownie jednak format zespołu wydawał się go ograniczać i kilka miesięcy później rozpoczął karierę solową.

### Kariera solowa

#### Lata 70.
Co stałoby się z perkusistą Klausem Schulzem, gdyby w 1963 roku niejaki Bob „Dr. Robert” Moog nie zbudował swojego pierwszego syntezatora Mooga?

W 1972 roku zadebiutował albumem Irrlicht. Został on nagrany przy użyciu zniszczonych organów i ręcznie sterowanych loopów orkiestry. Zdradza powiązania z muzyką konkretną i awangardową klasyką „The Sinking of the Titanic” Gavina Bryarsa lub wczesnymi eksperymentami Steve’a Reicha. W tym samym roku nabył swój pierwszy syntezator, jednak instrumenty tego typu wykorzystał dopiero na swoim drugim albumie, Cyborg, który ukazał się w 1973 roku. W tym samym roku zaczął dawać solowe koncerty gromadząc jednocześnie rosnącą kolekcję syntezatorów. Znalazły się wśród nich: VCS 3, ARP Odyssey, ARP 2600, EMS Synthi A i Fairlight, do którego pamięci można było wprowadzić brzmienia innych instrumentów. W wywiadzie dla magazynu Sound and Vision w 2018 roku powiedział: „Z natury jestem muzykiem typu «odkrywca». Kiedy elektroniczne instrumenty muzyczne stały się dostępne, poszukiwania dobiegły końca. Znalazłem narzędzie, którego szukałem: nieskończone możliwości, nieograniczone możliwości dźwiękowe oraz rytm i melodię do mojej całkowitej dyspozycji”. Pierwsze albumy Schulzego pokazywały wpływy minimalistycznych i klasycznych kompozytorów tamtych czasów: La Monte Younga, Terry’ego Rileya, Philipa Glassa i Stockhausena, a także wczesnych pionierów syntezatora, takich jak Wendy Carlos.
W 1974 roku wydał album Blackdance, a w roku następnym Timewind. W tym samym czasie zaczął produkować nagrania japońskiego zespołu Far East Family Band, którego klawiszowiec, Kitarō, często cytował Schulzego jako swoją główną inspirację w muzyce elektronicznej. W 1976 roku współpracował ze Stomu Yamash’tą przy realizacji jego albumu Go, po czym nagrywał i wydawał swoje kolejne albumy solowe: Moondawn (1976), Mirage (1977) i dwa albumy ze ścieżką dźwiękową do filmu pornograficznego Body Love oraz muzykę filmową do De beste van de klas (1977) i Barracuda 1978. Prawie od początku swojej działalności muzycznej podkreślał, że jego muzyka ma charakter programowy, a poszczególne utwory są dźwiękowymi obrazami, pejzażami czy ilustracjami do książek lub filmów. Podejście to znalazło swój wyraz w albumie X, na którym przedstawił muzyczne portrety sześciu postaci: kompozytora Wilhelma Friedemanna Bacha, króla Bawarii Ludwika II, filozofa Friedricha Nietzschego, poety Georga Trakla oraz pisarzy Heinricha von Kleista i Franka Herberta oraz w albumie Dune (1979), zainspirowanym powieścią science fiction Franka Herberta pod tym samym tytułem. Dekadę lat 70. zamknął pierwszym w swojej karierze albumem koncertowym, ...Live... zawierającym utwory z koncertów w Berlinie (1976) oraz Amsterdamie i Francji (1979). W utworze „Dymagic” gościnnie wystąpił Arthur Brown.
Jednocześnie w 1979 roku zainicjował wydawanie albumów pod pseudonimem Richard Wahnfried. Pierwszym z nich był Time Actor, nagrany z udziałem Arthura Browna (śpiew), Vincenta Crane’a (keyboardy), Wolfganga Tiepolda (wiolonczela) i Michaela Shrieve’a (instrumenty perkusyjne).
W tym samym roku niemiecki oddział Warner Bros. Records dał Schulzemu własny imprint, Innovative Communication, którego jedynym sukcesem komercyjnym okazał się berliński zespół Ideal. W 1984 roku Schulze założył własną wytwórnię muzyki elektronicznej Inteam, ale porzucił ją po trzech latach, gdy okazało się, że notowała zysk jedynie na wydawaniu jego własnych nagrań.

#### Lata 80.
Od początku lat 80. Schulze zaczął stopniowo zastępować syntezatory komputerami muzycznymi. Pierwszym albumem nowej dekady i zarazem pierwszym nagranym w technice cyfrowej był wydany 31 października 1980 roku Dig It. Po nim nadszedł, również cyfrowy, Trancefer, wydany 1 października 1981 roku nakładem Innovative Communication. Do jego realizacji zaproszony został wiolonczelista Wolfgang Tiepold.
1 lutego 1983 roku, również nakładem Innovative Communication, ukazał się podwójny album Audentity. Do jego realizacji Schulze zaprosił trzech muzyków: Wolfganga Tiepolda (grającego w utworze „Cellistica”), perkusistę Michaela Shrieve’a oraz Rainera Blossa (efekty dźwiękowe, dzwonki). Był to jego trzeci cyfrowo nagrany album.
W lipcu tego samego roku, wspomagany przez Rainera Blossa, dał serię koncertów w Polsce (między innymi w Katowicach, Warszawie, Łodzi i Gdańsku). Koncerty odbywały się w dużych, wyprzedanych salach, nawet przed 10 tysiącami widzów. Owocem trasy był podwójny album koncertowy Dziękuję Poland wydany jesienią tego samego roku. Również w tym samym roku napisał muzykę do filmu Angst w reżyserii Geralda Kargla. Album ze ścieżką dźwiękową został wydany w 1984 roku. W 1988 roku wydał album En=Trance cechujący się zagęszczoną aranżacją i zawierający „FM Delight”, najlepszy – zdaniem Jake’a Cole’a ze Slant Magazine pojedynczy utwór artysty z lat 80. W 1989 roku nagrał album Miditerranean Pads, ujawniający – zdaniem Dave’a Connolly’ego z AllMusic – „mistrzostwo formy elektronicznej”. W tytułowym utworze wystąpiła jako wokalistka Elfi Schulze. W tym samym roku Schulze wyprodukował album The Breathtaking Blue zespołu Alphaville.

#### Lata 90.
W 1991 roku Schulze wystąpił dla 10 000 osób zgromadzonych przed Katedrą Kolońską. Pierwsza połowa lat 90. w była w jego twórczości okresem eksperymentów z samplowaniem (albumy Beyond Recall z początku dekady oraz In Blue z 1995 roku), a później eksplorowania muzyki klasycznej i opery na wydawnictwach takich jak: Goes Classic (1994), Totentag’ (Day of the Dead) (1994) i Dosburg Online (1997).
W 1994 roku Schulze nawiązał współpracę z niemieckim producentem i kompozytorem Pete’em Namlookiem. Trwała ona do 2008 roku, a jej efektem była seria 11 albumów The Dark Side of the Moog, czerpiących z motywów Pink Floyd.

#### XXI wiek
W 2000 roku wspólnie z Manuelem Göttschingiem nagrał album Friendship, wydany pod szyldem Ash Ra Tempel 28 listopada. Tego samego dnia wydany został ich album koncertowy Gin Rose: Live (także sygnowany nazwą Ash Ra Tempel), nagrany w kwietniu w Julian Cope’s Cornucopea Festival w Londynie. W 2000 roku Schulze skomponował również album solowy, Ballett 1 – pierwszy z czterech albumów dedykowanych zmarłej w 1998 roku matce. Wraz z pozostałymi trzema albumami z tej serii znalazł się on w dziesięciopłytowym boxie Contemporary Works I, usuniętym później z katalogu. Jako samodzielne wydawnictwo Ballett 1 wydany został 15 września 2006 roku nakładem Inside Out Music / Revisited / SPV.
W 2005 roku zaczął ponownie wydawać swoje wcześniejsze nagrania wraz z dotychczas niewydanymi utworami bonusowymi oraz nagrania, które wcześniej były dostępne tylko jako część limitowanych zestawów box setowych The Ultimate Edition (2000) oraz Contemporary Works I (2000) i Contemporary Works II (2002). W 2007 roku wydał solowy album Kontinuum.

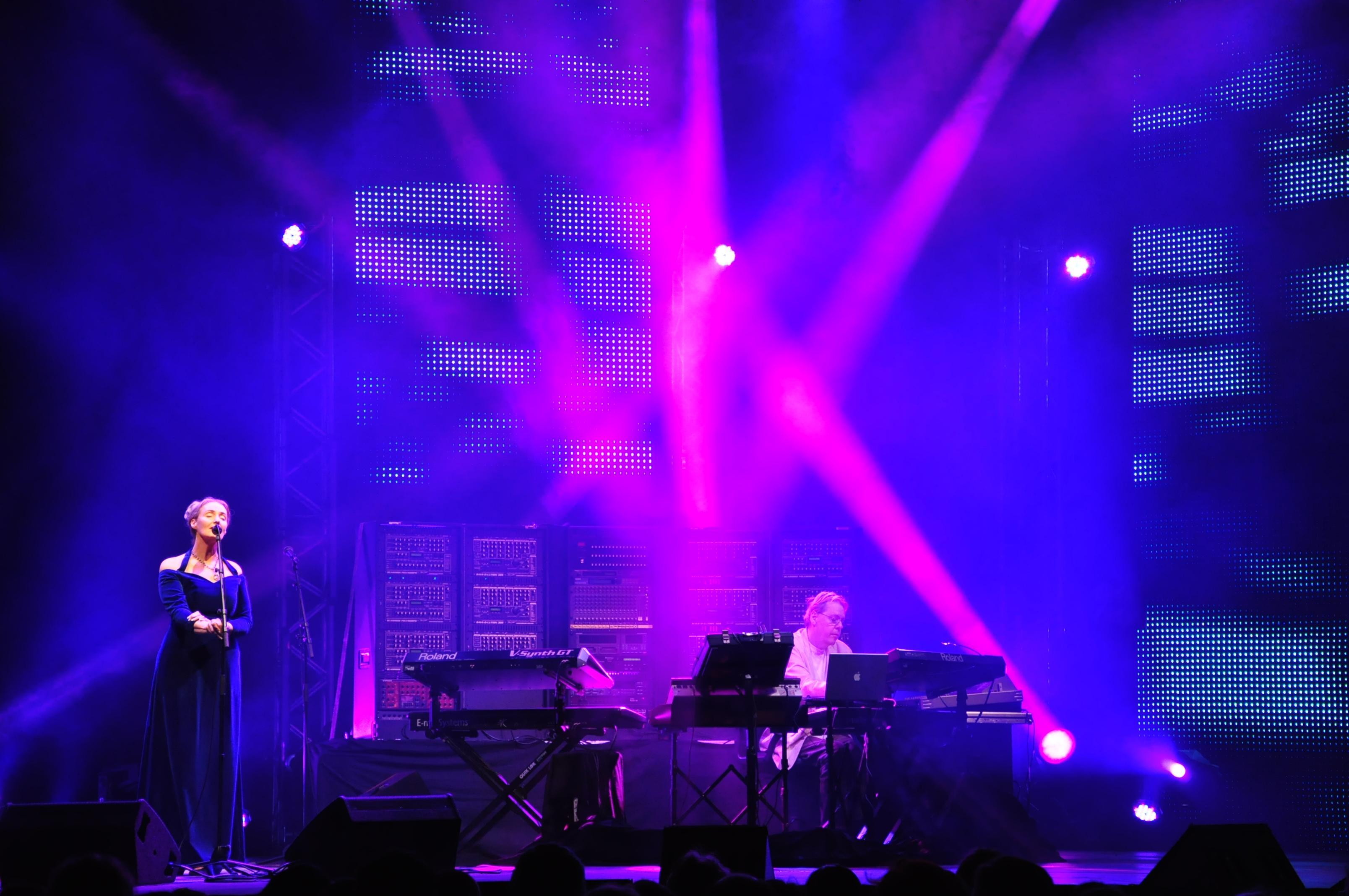
Klaus Schulze i Lisa Gerrard podczas wspólnego koncertu

W 2007 roku Schulze zrealizował swoje wieloletnie marzenie zapraszając do współpracy Lisę Gerrard. Jak stwierdził w wywiadzie dla Gazety Wyborczej: „Z Lisą Gerrard chciałem pracować jeszcze w czasach Dead Can Dance. Kiedy usłyszałem jej muzykę do Gladiatora, zacząłem poważnie starać się o spotkanie”. Miał przygotowane wcześniej trzy godziny surowej, niezmiksowanej muzyki, a praca nad płytą trwała tylko jeden dzień. Po dodatkowej produkcji, dodaniu kilku instrumentów i zmiksowaniu powstał album Farscape.
W lipcu 2008 roku oboje wystąpili na żywo na festiwalu Loreley w Sankt Goarshausen. Materiał z koncertu został opublikowany również jako DVD (pierwszy w karierze Schulzego), dołączony do albumu Rheingold.
13 listopada tego samego roku oboje dali koncert w bazylice Ojców Salezjanów w Warszawie. Konferansjerem występu był Jerzy Kordowicz. Występ składał się z trzech utworów (improwizowanych): pierwszy, solowy Klausa Schulzego, drugi wraz z Lisą Gerrard, trzeci na bis (również z Lisą Gerrard). Klaus Schulze w trakcie koncertu grał na Mini Moogu oraz Memory Moogu. Koncert został zarejestrowany i wydany na DVD pod tytułem Dziękuję bardzo.
17 września 2009 roku – w 70. rocznicę ataku Armii Czerwonej na Polskę – Klaus Schulze wystąpił w duecie z Lisą Gerrard na uroczystym koncercie na dziedzińcu Zamku Królewskiego w Warszawie, gdzie wykonali utwory skomponowane z okazji 70. rocznicy wybuchu II wojny światowej. Zapis koncertu, Big in Europe Vol. 1 Warsaw, ukazał się w 2013 roku nakładem wytwórni MIG na podwójnym DVD zawierającym ponadto nagrania z trasy koncertowej Klausa Schulzego po Europie.
W 2010 roku w Japonii artysta dał swój ostatni koncert. Następnie wycofał się do życia prywatnego, ale nadal tworzył nową muzykę.
W 2014 roku wydał nakładem wytwórni Mirumir album Stars are Burning, zawierający jego koncerty z Brukseli (16 kwietnia 1977) i z Arnhem (28 października 1979).
W 2016 roku opublikowany został w limitowanym nakładzie trzypłytowy box set Dark Side of the Moog, a w 2017 roku wznowiono czteroczęściową serię Ballet.
25 maja 2018 roku ukazał się album Silhouettes. Zawarta na nim muzyka powstała w drugiej połowie poprzedniego roku, kiedy to artysta świętował swoje 70. urodziny doświadczając zarazem problemów zdrowotnych. Jak stwierdził: „To automatycznie doprowadziło do fazy refleksji, spojrzenia wstecz, czystej kontemplacji. Po 70. urodzinach naturalnie patrzy się również na przeszłość – a to skutkuje reorientacją, odnowioną świadomością ważnych rzeczy”. W poszczególnych utworach uwidoczniły się nawiązania do muzyki z lat 70.: albumów Timewind, Mirage czy utworu „Blaue Stunde”.
W 2019 roku wydana została ścieżka dźwiękowa ze zremasterowanych, długo uważanych za zaginione, taśm z muzyką Schulzego do australijskiego horroru Next Of Kin z 1982 roku.
W 2021 roku napisał wspólnie z Hansem Zimmerem utwór „Grains Of Sand”, który znalazł się na albumie tego ostatniego, The Dune Sketchbook, Music From The Soundtrack.

### Śmierć
Klaus Schulze zmarł 26 kwietnia 2022 roku w wieku 74 lat po długiej chorobie. Wiadomość o śmierci przekazał za pośrednictwem Facebooka jego syn, Maximilian. Na 10 czerwca zapowiedziano wydanie najnowszego albumu Schulzego, Deus Arrakis, który ostatecznie ukazał się 1 lipca nakładem wytwórni SPV. 8 lipca doszedł do 2. (najwyższego spośród albumów artysty) miejsca na liście Offizielle Deutsche Charts.

## Życie prywatne
Klaus Schulze żył i tworzył w Berlinie (wcześniej Berlinie Zachodnim). Żonaty z Elfi Schulze.

## Dorobek nagraniowy
W okresie od 1972 do 2003 roku wydał 43 albumy, w tym 9 koncertowych (10 podwójnych, jeden pięcio- i jeden dziesięciopłytowy). Płyty koncertowe, poza rzadkimi wyjątkami, zawierały materiał specjalnie skomponowany na okazję koncertu. Dodatkowo w latach 1993–2000 Klaus Schulze wydał cztery zestawy (Silver Edition, Historic Edition, Jubilee Edition i The Ultimate Edition) zawierające 50 CD i 64 godziny nigdy wcześniej niepublikowanych studyjnych i koncertowych nagrań obejmujących okres całej jego twórczości.

## Współpraca z innymi muzykami
Klaus Schulze występował też gościnnie i nagrywał z innymi muzykami, takimi jak: Ash Ra Tempel, Walter Wegmüller, Sergius Golowin, The Cosmic Jokers, Stomu Yamashta (supergrupa Go), Rainer Bloss, Andreas Grosser, Alphaville, czy bracia Shrive. Jedynym muzykiem, z którym Schulze zdecydował się na stałą współpracę był Pete Namlook (seria albumów z cyklu Dark Side of the Moog). W swych poszukiwaniach otarł się o takie gatunki jak jazz-rock, progresywny pop, techno, new age, world music oraz awangardę.

## Styl
Wyróżnikiem stylu Schulzego były: wibrujące, aczkolwiek stonowane sekwencje rytmów, kaskady nakładających się na siebie i imitujących się nawzajem linii melodycznych, nastroje zmieniające się od relaksującego skupienia do katatonicznego transu. Klaus Schulze często do nagrania swych albumów zapraszał innych muzyków, rozszerzając tym samych instrumentarium o instrumenty akustyczne (wiolonczelę, skrzypce, gitarę lub flet) oraz o wokalizy.

## Wpływ na innych artystów
Szereg kolegów po fachu powoływało się na wpływ Klausa Schulzego, począwszy od Davida Bowiego i Briana Eno, poprzez Aphexa Twina i Damona Albarna, po Stevena Wilsona i Kanye Westa. Jego utwory samplowali: DJ Shadow, J Dilla i The Future Sound of London. Jego melodie wykorzystali w swoich hitach kinowych tacy reżyserzy, jak: Michael Mann, Sofia Coppola czy Denis Villeneuve. Remiks zamówił kiedyś u niego David Lynch.

## Dyskografia

### Albumy solowe
- 1972 Irrlicht
- 1973 Cyborg
- 1974 Blackdance
- 1975 Picture Music
- 1975 Timewind
- 1976 Moondawn
- 1977 Body Love (ścieżka dźwiękowa)
- 1977 Mirage
- 1977 Body Love Vol. 2
- 1978 X
- 1979 Dune
- 1980 ...Live...
- 1980 Dig It
- 1981 Trancefer
- 1983 Audentity
- 1984 Angst
- 1985 Inter*Face
- 1986 Dreams
- 1988 En=Trance
- 1990 Miditerranean Pads
- 1990 The Dresden Performance
- 1991 Beyond Recall
- 1991 Collection 1 (sampler)
- 1992 Royal Festival Hall Vol. 1
- 1992 Royal Festival Hall Vol. 2
- 1993 The Dome Event
- 1994 Das Wagner Desaster – Live
- 1994 Le Moulin de Daudet (ścieżka dźwiękowa)
- 1994 Totentag
- 1994 Goes Classic
- 1994 Das Wagner Desaster
- 1995 In Blue
- 1996 Are You Sequenced?
- 1997 Dosburg Online
- 2000 The Crime of Suspense
- 2001 Live @ KlangArt 1 (Live)
- 2001 Live @ KlangArt 2 (Live)
- 2003 Andromeda
- 2004 Ion
- 2005 Moonlake
- 2005 Vanity of Sounds
- 2006 The Crime Of Suspense
- 2006 Ballett 1
- 2006 Ballett 2
- 2007 Kontinuum
- 2007 Ballett 3
- 2007 Ballett 4
- 2008 Virtual Outback
- 2010 Big In Japan: Live In Tokyo 2010
- 2013 Shadowlands
- 2014 Stars Are Burning
- 2016 Privée (jako Klaus Schulze 's U.S.O.)
- 2016 Another Green Mile
- 2017 Eternal. The 70th Birthday Edition.
- 2017 Androgyn
- 2018 Silhouettes
- 2018 Cocooning
- 2019 Timbres Of Ice
- 2019 Next Of Kin (Music From The Motion Picture Soundtrack)
- 2022 Deus Arrakis
- 2024 101, Milky Way
- 2025 Bon Voyage (Live Audimax Hamburg 1981)

### Inne albumy
- 1983 Der Deutsche E-Musiker
- 2002 Thank You (promo)

### Albumy „Wahnfried”
- 1979 Time Actor
- 1981 Tonwelle
- 1984 Megatone
- 1986 Miditation
- 1994 Trancelation
- 1996 Trance Appeal
- 1997 Drums ‘n’ Balls (The Gancha Dub)
- 2018 Trance 4 Motion

### Box sety
- 1993 Silver Edition
- 1995 Historic Edition
- 1997 Jubilee Edition
- 2000 The Ultimate Edition
- 2000 Contemporary Works I
- 2002 Contemporary Works II

### Współpraca z innymi artystami
- 1970 Electronic Meditation (z Tangerine Dream)
- 1971 Ash Ra Tempel (z Ash Ra Tempel)
- 1973 Join Inn(inne języki) (z Ash Ra Tempel)
- 1973 Tarot (z Walterem Wegmüllerem)
- 1973 Lord Krishna von Goloka (z Sergiusem Golowinem)
- 1974 The Cosmic Jokers (z The Cosmic Jokers)
- 1974 Planeten Sit In (z The Cosmic Jokers)
- 1974 Galactic Supermarket (z The Cosmic Jokers)
- 1974 Sci Fi Party (z The Cosmic Jokers)
- 1974 Gilles Zeitschiff (z The Cosmic Jokers)
- 1976 Go (ze Stomu Yamashitą(inne języki))
- 1976 Go Live From Paris (ze Stomu Yamashitą)
- 1977 Go Too (ze Stomu Yamashitą)
- 1983 Dziekuje Poland (album koncertowy z Rainerem Blossem)
- 1984 Aphrica (z Rainerem Blossem oraz Ernstem Fuchsem)
- 1984 Drive Inn (z Rainerem Blossem)
- 1984 Transfer Station Blue (z Michaelem Shrieve’em oraz Kevinem Shrieve’em)
- 1987 Babel (z Andreasem Grosserem)
- 1989 The Breathtaking Blue (z Alphaville)
- 2000 Friendship (z Ash Ra Tempel)
- 2000 Gin Rosé at the Royal Festival Hall (z Ash Ra Tempel)
- 2008 Farscape (z Lisą Gerrard)
- 2008 Rheingold (z Lisą Gerrard)
- 2009 Dziękuję bardzo (z Lisą Gerrard)
- 2010 Come Quietly (z Lisą Gerrard)
- 2013 Big In Europe Vol. 1 Warsaw (album koncertowy z Lisą Gerrard)
- 2014 Big In Europe Vol. 2 Amsterdam (album koncertowy z Lisą Gerrard)
- 2017 Ultimate Docking (z Solar Moon)

### Seria „The Dark Side Of The Moog”
Albumy nagrane z Pete’em Namlookiem
- 1994 The Dark Side Of The Moog
- 1994 The Dark Side Of The Moog (2)
- 1995 The Dark Side Of The Moog III
- 1996 The Dark Side Of The Moog IV
- 1996 The Dark Side Of The Moog V
- 1997 The Dark Side Of The Moog VI
- 1998 The Dark Side Of The Moog VII
- 1999 The Dark Side Of The Moog VIII
- 2002 The Dark Side Of The Moog IX
- 2005 The Dark Side Of The Moog X
- 2008 The Dark Side Of The Moog XI